# 小行星6377
小行星6377（6377 Cagney）是一颗绕太阳运转的小行星，为主小行星带小行星。该小行星于1987年6月25日发现。

## 轨道参数
小行星6377的轨道半长轴为2.6209823 UA，离心率为0.159。